# جک هانت (بازیکن فوتبال)
جک هانت (انگلیسی: Jack Hunt؛ زادهٔ ۶ دسامبر ۱۹۹۰ بازیکن فوتبال اهل بریتانیا است.
از باشگاه‌هایی که در آن بازی کرده است می‌توان به باشگاه فوتبال هادرزفیلد تاون، باشگاه فوتبال شفیلد ونزدی، باشگاه فوتبال روترهام یونایتد، باشگاه فوتبال کریستال پالاس، باشگاه فوتبال ناتینگهام فارست، باشگاه فوتبال چسترفیلد، باشگاه فوتبال گرایس اتلتیک، و باشگاه فوتبال بارنزلی اشاره کرد.